# DMC (Dollfus-Mieg et Compagnie)

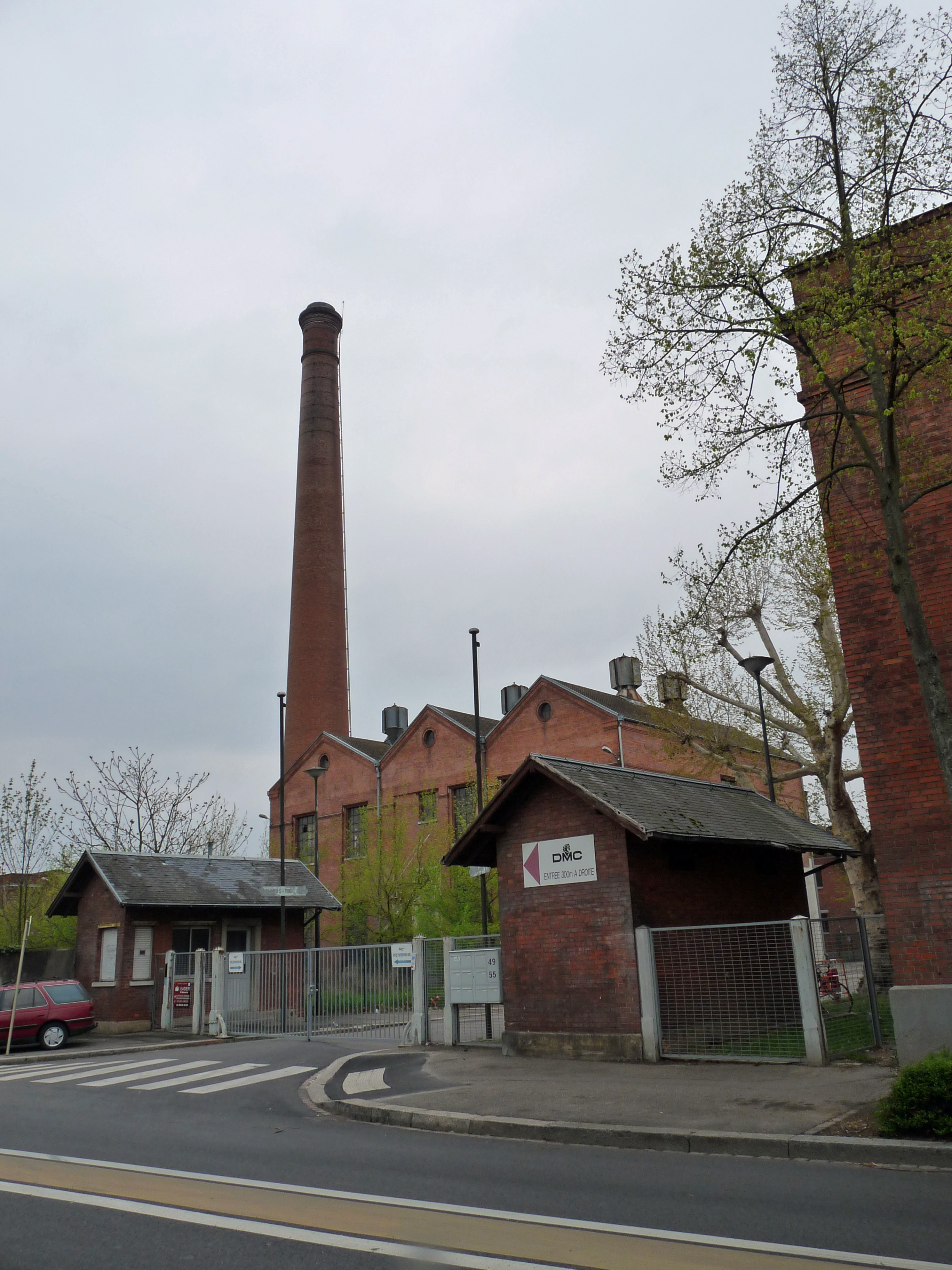
DMC Mühlhausen heute

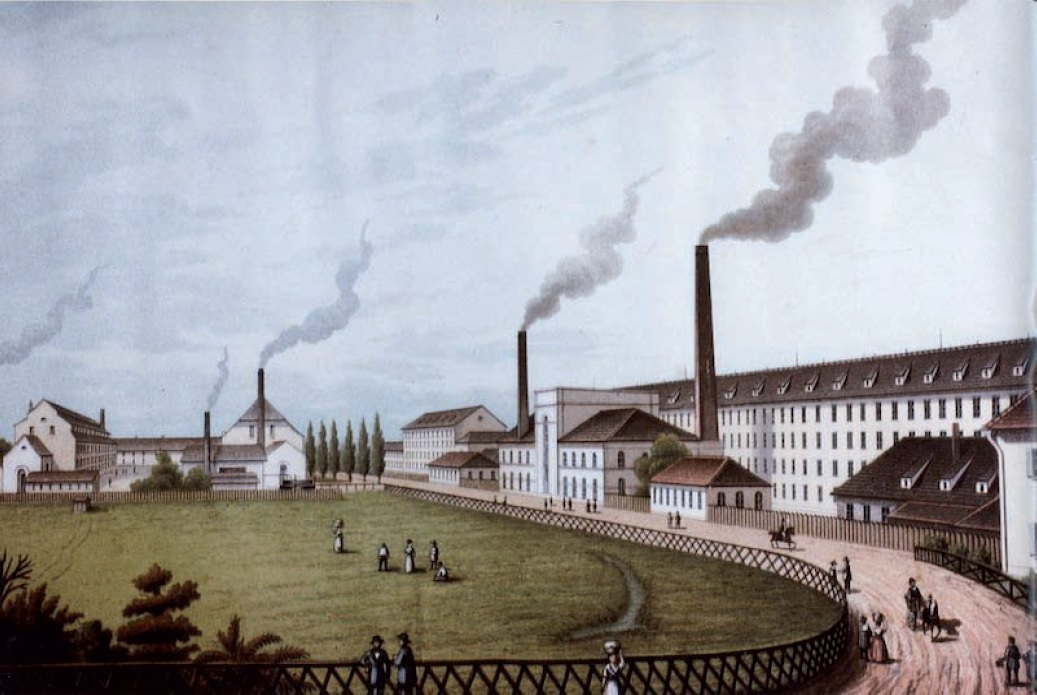
DMC Mühlhausen 1812

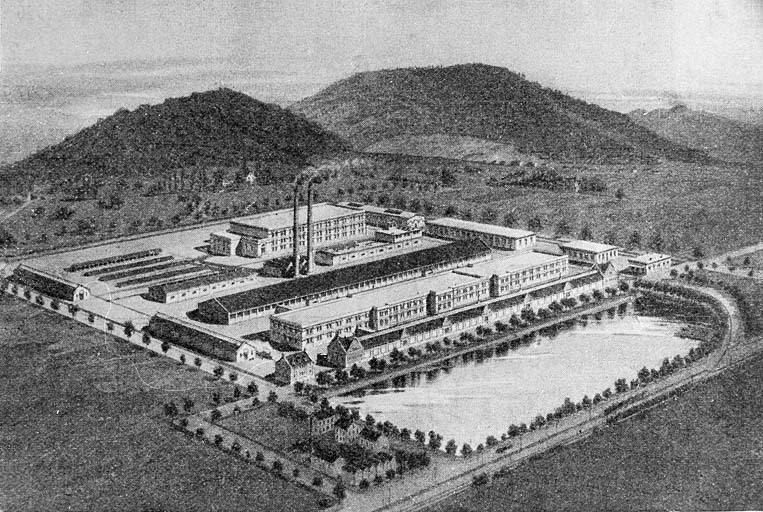
DMC Belfort 1927

DMC (Dollfus-Mieg et Compagnie) ist eine elsässische Textilfirma, gegründet 1746 als Baumwollstoffdruckerei in Mülhausen.

## Geschichte
Nachdem Mülhausen 1798 französisch wurde, setzte ein starkes Wachstum ein, die Produktion wurde um Webereien und Spinnereien erweitert.
Auch während der Annexion des Elsass von 1871 bis 1919 wuchs DMC weiter, baute sein Produktsortiment aus und exportierte weltweit.
Nach dem Zweiten Weltkrieg musste DMC verlorene Märkte zurückgewinnen, das Produktsortiment wurde auf Garne reduziert.

### Die Anfänge im 18. Jahrhundert
Im Jahr 1746 gründeten Samuel Koechlin, Jean-Jacques Schmalzer und Jean-Henri Dollfus die Firma Koechlin Schmaltzer Dollfus & Cie in Mülhausen, damals als freie Stadt mit der Schweizer Eidgenossenschaft verbunden. Dollfus war Künstler und entwarf die Stoffmuster. Er war der Enkel des Mathematikers Jakob I Bernoulli. In Frankreich war die Herstellung von bedruckten Baumwollstoffen, Indienne genannt, seit 1686 verboten, die Stoffe wurden über die Grenze geschmuggelt. 1759 wurde das Verbot der Herstellung in Frankreich aufgehoben, stattdessen wurde die Einfuhr verboten.
1798 wurde Mülhausen französisch, 1800 waren 700 Arbeiter bei Dollfus angestellt, zusätzlich wurden Heimarbeiter beschäftigt. Im selben Jahr heiratete Daniel Dollfus Anne-Marie Mieg und nannte die Firma Dollfus-Mieg et Cie, abgekürzt DMC. Ab 1806 stellte sie Stoffe in Handarbeit her und bedruckte sie. Die englischen Webereien produzieren bereits auf mechanischen Webstühlen, die Kontinentalsperre schützte aber die französischen Hersteller vor dieser Konkurrenz. Die erste mechanische Druckmaschine wurde 1807 installiert, 1812 wurde eine mechanische Weberei gebaut, die mit der ersten Dampfmaschine im Elsass angetrieben wurde. Bis 1820 wurde der Druckprozess verbessert, die Farbfixation erfolgte jetzt mit Hilfe von Dampf und 2-Farben-Druck. Im Jahr 1829 wurde die Weberei auf ein englisches Verfahren umgestellt, welches die Produktivität um den Faktor 4 bis 6 erhöhte.

### Wachstum im 19. und 20. Jahrhundert
Im Jahr 1830 waren 4200 Arbeiter im Werk beschäftigt. 1839 wurde eine eigene Spinnerei eröffnet und man experimentierte mit Zwirn (coton retors) für Stickereien. 1841 begann die Nähfadenproduktion, bei auf 3300 reduzierter Zahl der Arbeiter. 1850 wurde die Merzerisation eingeführt, mit der die Fäden fester und glänzender werden. Mittlerweile verkaufte DMC seine Handarbeitsgarne über mehr als 100 Vertretungen weltweit. 1851 führte das Unternehmen Spinnautomaten anstelle von Spinning Mules (Halbautomaten) ein, 1855 verbesserte und erweitert man den Produktionsprozess. 1859 wurde die erste 4-Farb-Druckmaschine installiert. Die Baumwolle kam mit etwa 150 Sorten aus den USA (Louisiana), Algerien, Australien und anderen Ländern.
Nach der Annexion des Elsass durch Deutschland im Jahr 1874 baute das Unternehmen 1871 eine Fabrik im französisch gebliebenen Belfort, um die Zollgrenze zu vermeiden. Der Umsatz in Frankreich im Jahr 1882 betrug 5,5 Millionen Franc. In den Jahren 1890 bis 1914 änderte sich der Produktionsschwerpunkt, die Garnproduktion wurde wichtiger als die Stoffproduktion. Die Stoffdruckereien wurden 1904 geschlossen, die Webereien 1907. DMC konzentrierte sich jetzt auf Handarbeiten (französisch: ouvrages de dames).
Im Jahr 1909 beschäftigte DMC 6600 Arbeiter in Mülhausen, 1000 in Belfort; 1928 insgesamt 9000 Personen. 1929, mitten in der Weltwirtschaftskrise, betrug der Unternehmensgewinn Gewinn rund 100 Millionen Francs. Von 1940 bis 1944 litt die Firma unter der deutschen Besetzung des Elsass. Im Zweiten Weltkrieg (1939 bis 1945) hatte sie zudem an englische Konkurrenten viele Märkte verloren, in Osteuropa und den USA. Es wurden jetzt andere Absatzgebiete erschlossen, der Umsatz erreichte 70 Prozent des Vorkriegsniveaus. 1959 begann DMC Garne für die Industrie zu produzieren, speziell für die Konfektion. 1959 erfolgte eine Verlegung der Aktivitäten von Belfort nach Mülhausen. Im Jahr darauf wurde die Fabrik in Belfort an den Computerhersteller Bull verkauft.

### Abstieg im 20. und 21. Jahrhundert
Nach zwei Weltkriegen und der Weltwirtschaftskrise wurden 7900 Arbeiter im Jahr 1967 beschäftigt. Mit der Krise der Textilindustrie übernahm DMC insolvente Konkurrenten, die Mitarbeiterzahl und der Umsatz wuchsen, allerdings auch die Verluste. Mit 27.000 Mitarbeitern hatte das Unternehmen 1974 seinen Höchststand erreicht, Restrukturierungen und ein Konkurs reduzierten die Zahl auf 1150 im Jahr 2008. 2011 war noch ein kleiner Rest von 250 Mitarbeitern in der Garnproduktion beschäftigt. Anfang 2019 wurde bekannt, dass DMC und die 2016 neu gebildete britische Muttergesellschaft The DMC Group von der Private-Equity-Gesellschaft BlueGem zum Dreifachen des ursprünglichen Kaufpreises an  Lion Capital – ebenfalls Private-Equity-Gesellschaft – verkauft wurde. Das etwa zehn Hektar große Betriebsgelände in Mülhausen wird nur noch zu einem geringen Teil von DMC als Produktionsstätte genutzt. Der Großteil wird als Konversionsfläche weiterentwickelt. Von insgesamt 120.000 m² Nutzungsfläche in den ehemaligen Fabrikgebäuden hatten Anfang 2023 bereits 30.000 m² einen neuen Nutzer.

## Diverses

### Arbeitersiedlungen

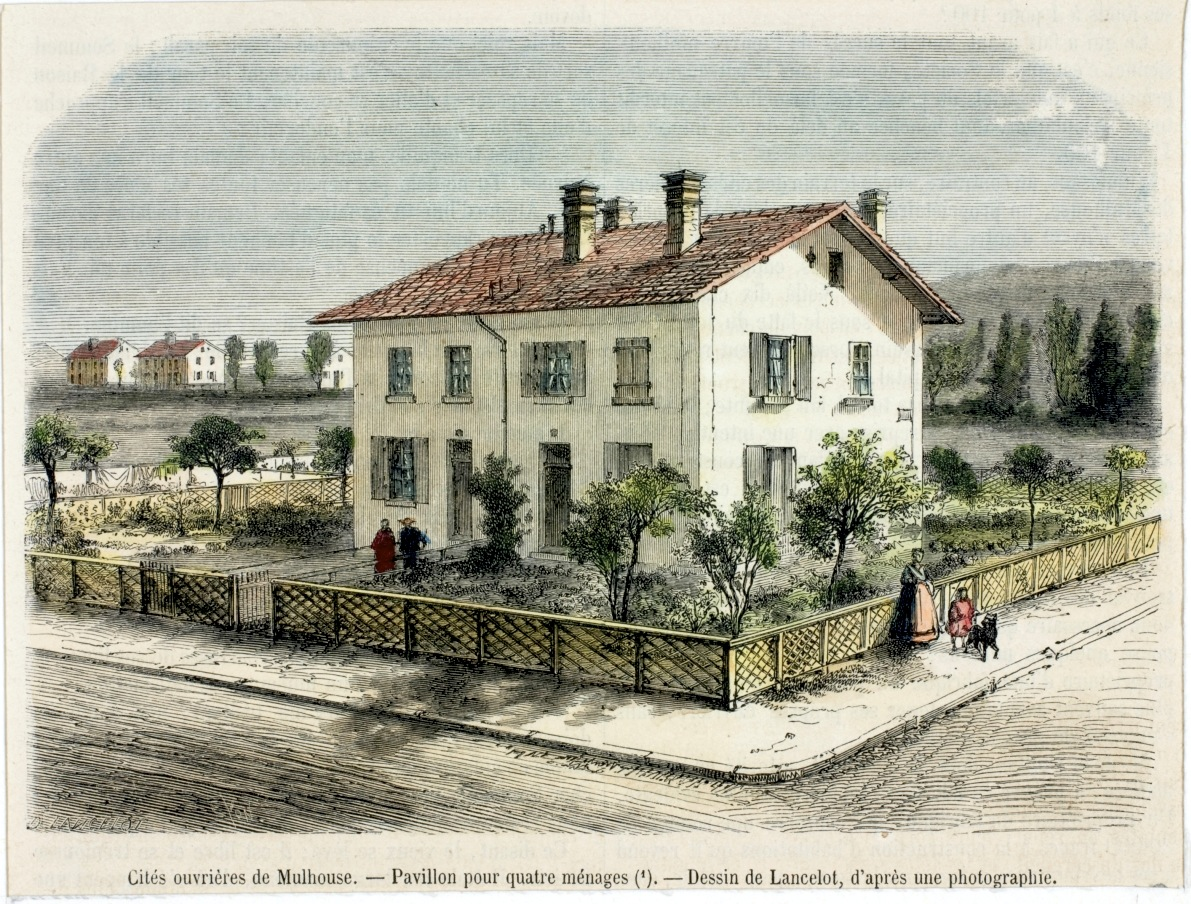
Haus in der Arbeitersiedlung 1855

1853 wurde die erste Arbeitersiedlung in Mülhausen gebaut, finanziert von den Textilindustriellen Jean Dollfus und Jean Zuber. Es wurden 200 Häuser mit 45 bis 54 m² Wohnfläche gebaut, alle mit Garten zur Selbstversorgung. 1855 wurde die Siedlung erweitert und bis 1870 auf 660 Wohnungen ausgebaut. Bis 1897 war die Siedlung auf 1343 Häuser angewachsen mit mehr als 10.000 Einwohnern.

### Handarbeiten
DMC produzierte Sticksets mit religiösen Motiven oder nach berühmten Gemälden. Sie waren sehr populär im späten 19. bis in die Mitte des 20. Jahrhunderts. Für diese sogenannten „Nadelmalereien“ wurde Garn in hunderten Farben, glänzend bis matt, gefertigt. Dies ist die einzige Aktivität, die heute noch unter dem Namen DMC ausgeübt wird. 2024 übernahm DMC den Konkurrenten Anchor, der Strick- und Häkelgarne herstellt.